# Eustenancistrocerus inconstans
Eustenancistrocerus inconstans är en stekelart som först beskrevs av Henri Saussure 1863.  Eustenancistrocerus inconstans ingår i släktet Eustenancistrocerus och familjen Eumenidae. Inga underarter finns listade i Catalogue of Life.